# Taux de marge
Ne doit pas être confondu avec taux de marque ou marge sur coût variable.
Le taux de marge, marge bénéficiaire nette ou marge nette, désigne le pourcentage de gain (ou de perte) réalisé par une entreprise ou un secteur économique. Il en existe deux définitions :
- dans la comptabilité nationale, il s'agit de comparer l'excédent brut d'exploitation à la valeur ajoutée (la différence en valeur de la production vendue et de la consommation intermédiaire) ;
- en finance d'entreprise, il s'agit de comparer un gain (ou une perte) à un chiffre d'affaires.

Attention, une source de confusion supplémentaire existe, car le taux de marque se traduit en anglais par margin rate, alors que le taux de marge dont il est question ici se traduit en anglais par markup rate. Afin d'éviter toute confusion, il peut être plus simple de parler de marge sur prix[réf. nécessaire] (marque) et de marge sur coût[réf. nécessaire] (marge).

## Comptabilité
En comptabilité, le taux de marge mesure le pourcentage de la valeur ajoutée conservé par les entreprises après versement du coût du travail et des impôts liés à la production ; il permet donc de suivre le partage de la valeur ajoutée entre les salariés et l'entreprise. Le taux de marge se calcule en divisant l'excédent brut d'exploitation (EBE) par la valeur ajoutée :
{\displaystyle {\textrm {Taux~de~marge}}={\frac {\mathrm {EBE} }{\mathrm {Valeur~ajout{\acute {e}}e} }}}
Le taux de marge est supérieur au taux de profit, puisqu'il faut pour ce dernier en retrancher l'amortissement financier, le paiement des intérêts financiers sur les emprunts, et l'impôt sur les sociétés.
L'évolution des taux de marge doit être analysée avec précaution : une dégradation est souvent présentée comme la conséquence d'un coût du travail trop élevé provoquant une perte de compétitivité économique, mais une analyse plus fine peut trouver d'autres causes, comme une baisse des prix de vente due à une concurrence accrue ou à une politique promotionnelle ou une dégradation de la demande.

## Gestion
En finance d'entreprise, le taux de marge se calcule en divisant la marge commerciale par le coût d'achat hors taxes :
{\displaystyle {\textrm {Taux~de~marge}}={\frac {\mathrm {Prix~de~vente~HT-Cout~d'achat~HT} }{\mathrm {Cout~d'achat~HT} }}={\frac {\mathrm {Marge~commerciale} }{\mathrm {Cout~d'achat~HT} }}}
Le coût d'achat des marchandises vendues est calculé en prenant le compte « 607 - achat de marchandises - », auquel on retranche le compte « 6097 - RRR : rabais, remises et ristournes obtenus sur achat de marchandises - », et auquel on retire (si stockage, donc variation des stocks positive) ou ajoute (si déstockage, donc variation des stocks négative) la variation des stocks de marchandises.
Par exemple, si un magasin achète une marchandise 4 €, puis la revend 5 €, alors son taux de marge est de ((5 - 4) / 4), soit 25 %.
Attention à la confusion courante entre taux de marges et taux de marques (le taux de marque se calculant par le ratio marge/CA).

## Économie
Dans son article de 1934, Abba Lerner définit le taux de marge comme une mesure du pouvoir de monopole de l'entreprise via l'indice de Lerner.
En 2008 en France, les commerces qui réalisent les marges les plus importantes sont :
- 44,3 % : vente à distance, à domicile et par automate
- 43,3 % : marchés
- 36,8 % : spécialisés : vêtement, maroquinerie, pharmacie, parfumerie, joaillerie, fleuriste, opticien, etc.
- 35,3 % : alimentaire spécialisé : boucherie, poissonnerie, boulangerie, pâtisserie, etc.
- 34,8 % : bricolage, meubles et électroménager
- 30,4 % : biens culturels, articles de sport, jouets
- 25,2 % : matériel informatique, électronique grand public
- 19,1 % : supermarchés